# Министерство внутренних дел Российской империи
Министерство внутренних дел Российской империи — орган государственной исполнительной власти Совета Министров Российской империи, осуществлявший административно-распорядительные функции в сферах государственной безопасности, общественной безопасности, охраны правопорядка, руководства местными органами власти, борьбы с преступностью, охраны мест лишения свободы, разрешительной системы, цензуры в средствах массовой информации и книгоиздания.
МВД Российской империи сосредотачивало в своих руках самые разнообразные задачи, как полиции безопасности, так и полиции благосостояния.

## Здание МВД России
Здание на набережной Фонтанки возведено в 1830-х годах по проекту выдающегося итальянского архитектора Карла Росси при участии Иосифа Шарлеманя, является составной частью ансамблей площади Островского с Александринским театром, улицы Зодчего Росси и площади Ломоносова. С 1847 по 1917 год его заняло Министерство внутренних дел. С 1925 года в здании разместилась типография «Лениздат».

## История и функции
8 (20) сентября 1802 в ходе Министерской реформы был утверждён манифест Александра I «Об учреждении министерств». Наряду с другими было создано так же и Министерство внутренних дел России. Первым министром внутренних дел был назначен граф Виктор Павлович Кочубей. Товарищем министра стал граф Павел Александрович Строганов.
По мысли графа Сперанского, министерство должно было иметь попечение о производительных силах страны и быть совершенно чуждым функций полиции охранительной. Этот характер МВД изменился с присоединением к нему в 1819 году Министерства полиции.
Последующие изменения в общем результате расширяли компетенцию МВД, хотя она частично суживалась. Так, в 1826 году «особенная канцелярия» бывшего министра полиции была выделена в самостоятельное III отделение Собственной Е. И. В. канцелярии; попечение о государственном и народном хозяйстве отошло отчасти в ведение Министерств финансов и государственных имуществ. С другой стороны, в 1832 году к министерству внутренних дел присоединено, в виде департамента, главное управление духовных дел иностранных исповеданий, в 1862 году передана в ведение МВД цензура, в 1865 году, при преобразовании Министерства путей сообщения, — дела строительной полиции, в 1868 году в его состав вошло упразднённое Министерство почт и телеграфов Российской империи, управление которыми и раньше, до 1830 года, также входило в состав МВД.
В 1880 году бывшее третье отделение Собственной Е. И. В. канцелярии присоединено к МВД и министру вверено заведование корпусом жандармов на правах шефа жандармов. С 1843 года МВД заведует статистической частью, в 1861 году при нём образован особый земский отдел; положение 12 июля 1889 года о земских участковых начальниках предоставило ему функции судебные и судебного надзора. 
В 1880 году было образовано особое министерство, соединявшее в себе столь разнородные части, как почта и духовные дела иностранных исповеданий; но уже в следующем году оно было упразднено, а дела его были возвращены в ведение МВД.
Заведование Главным тюремным управлением было передано в 1895 году из МВД в Министерство юстиции. 
Особое положение МВД среди других министерств обуславливалось не только многочисленностью, разнообразием и важностью его функций, но и тем обстоятельством, что оно ведает прежде всего полицию, а принудительное осуществление всех вообще распоряжений правительства, к какому бы министерству оно ни относилось, совершалось, по общему правилу, полицией.

## Структура министерства
Министру внутренних дел даны два товарища, права которых определялись особыми постановлениями. В 1895 году состав МВД был следующим: совет министра, образованный на общем основании, но с некоторым отступлением по делам земского отдела; главное управление почт и телеграфов; главное управление по делам печати, ведающее цензуру, а равно имеющее надзор за промышленными заведениями, относящимися до печати, и за книжной торговлей; земский отдел, медицинские департамент и совет, совещательный ветеринарный комитет, преобразованный в апреле 1901 года в Ветеринарное управление МВД Российской империи, статистический совет и центральный статистический комитет, техническо-строительный комитет, канцелярия министра и департаменты общих дел, хозяйственный, полиции и духовных дел иностранных исповеданий.
Совет министра составляли руководители департаментов, специально назначенные императором чиновники, а также главы всех, кроме православной, религиозных конфессий России.
Департамент общих дел конкурировал с канцелярией министра. Предметы его ведомства: делопроизводство по личному составу МВД, часть инспекторская; дела по дворянским выборам, по вопросам о правах состояния, о сооружении памятников и об открытии для сего подписок; заведование архивной частью всего министерства и др.
Департамент полиции сосредотачивал в себе главное заведование делами общей полиции; ему подчинялись все полицейские органы в государстве. В частности, в ведении этого департамента состояли: дела о раскольниках и вообще о сектах, возникающих в недрах православной церкви; дела о государственных преступлениях; дела о недоимках, так как попечение об исправном поступлении податей возлагалось на общую полицию; дела о снабжении иностранцев видами на проживание в России и о высылке иностранцев; дела по утверждению уставов разных обществ и клубов и разрешению публичных лекций, чтений, выставок и съездов, и многое другое. В то же время, основными службами этого департамента являлись сыскные и охранные отделения.
Хозяйственный департамент ведал дела по народному продовольствию, общественному призрению, городскому общественному управлению и земскому хозяйству, по утверждению церковных обществ, братств и попечительств, по удалению из мещанских обществ порочных членов, по разрешению учёных съездов и многие другое. В 1894 г в составе хозяйственного департамента учрежден особый страховой отдел со страховым при нём комитетом.
Департамент духовных дел иностранных исповеданий ведал, в качестве центрального установления, дела вероисповеданий католического, армяно-григорианского и протестантских, а также духовные дела мусульман, евреев, караимов и ламаистов.
Печатный орган: Журнал Министерства внутренних дел.

## Знаки отличия и награды
Большую часть своей истории Министерство внутренних дел Российской империи не имело государственных наград, предназначенных специально для его сотрудников. В 1876 году императором Александром II была учреждена медаль «За беспорочную службу в полиции», предназначенная для полицейских и пожарных. В 1887 году императором Александром III была учреждена медаль «За беспорочную службу в тюремной страже» — для чинов тюремного ведомства, до 1895 года находившегося в ведении МВД.
Кроме того, за 115 лет существования МВД Российской империи, чины этого ведомства награждались многими другими государственными наградами. Например, высшей наградой Российской империи — орденом Андрея Первозванного было награждено 22 высших должностных лица министерства, немногие из них получили награду непосредственно за работу на полицейском поприще. К ним можно отнести начальника жандармерии А. Х. Бенкендорфа, генерал-губернатора Москвы Д. В. Голицына, министров внутренних дел Л. А. Перовского, С. С. Ланского, Д. А. Толстого.